# Anna Missuna
Anna Boleslavovna Missuna, née le 12 novembre 1868 et morte en 1922, est une géologue, minéralogiste et paléontologue russe d'origine polonaise.

## Jeunesse
Missuna est née dans la région de Vitebsk (alors partie de l'empire russe, maintenant partie de la Biélorussie). Ses parents sont polonais. Elle fait ses études à Riga, où elle apprend l'allemand, et à Moscou, où elle obtient une bourse d'enseignement supérieur de 1893 à 1896. Elle poursuit ses études en minéralogie avec Vladimir Vernadsky et le cristallographe Evgraf Fedorov.

## Carrière
Son premier article de géologie parait en 1898, une étude des formes cristallines du sulfate d'ammonium, co-écrit avec L. V. Yakovleva, publié dans le journal de la Moscow Naturalist Society. Elle travaille souvent avec V. D. Sokolov sur l'étude des dépôts quaternaires. Elle écrit des articles scientifiques sur les moraines finies de Pologne, Lituanie et Russie ; les caractéristiques glaciaires de Biélorussie et Lettonie ; ainsi que sur les coraux jurassiques de Crimée. Elle publie des articles et des monographies en russe et en allemand.
De 1907 à 1922, Missuna est professeure de chimie à son alma mater, les Cours Supérieurs pour Femmes de Moscou, assistant V. D. Sokolov. Elle enseigne également la pétrographie, la paléontologie, la géologie historique et la géographie historique.
Missuna décède en 1922, à l'âge de 53 ans.